# Набережна річки Дон
Набережна річки Дон в Ростові-на-Дону починається від бізнес-центру Ріверсайд-Дон і закінчується біля причалу ресторану Пірс. Набережна проходить по правій стороні річки, а на лівій стороні Дон а знаходиться так званий Левбердон.

## Опис
Набережна Ростова-на-Дону (правий берег Дона) одне з найулюбленіших місць відпочинку ростовчан. Приємно сісти на одну з лавок в тіні розлогого дерева, розслабитися і поспостерігати за тим, як повз пропливають теплоходи і вантажні судна. В даний час йде реконструкція набережної, міською владою узгоджений план перенесення Ростовського порту на лівий берег, його місце займе набережна.
Взагалі у столиці півдня - Ростові-на-Дону найкраще бувати з середини весни до середини осені, ось тоді дуже красиво! Ростовська набережна приголомшливо красива влітку, колорит так і видно, половина набережної шашлики, теплоходи і т.п., друга половина це затишне романтичне місце з безліччю клумб і зелених газонів! Красиво на набережній стоять цікаві скульптури Нахаленка і діда Щукарьов.

## Пам'ятні місця
- Річковий вокзал Ростова-на-Дону
- Пам'ятник М.А. Шолохову
- Музичний фонтан
- Скульпутрная композиція «Нахаленок і Дід Щукарь»

## Мости

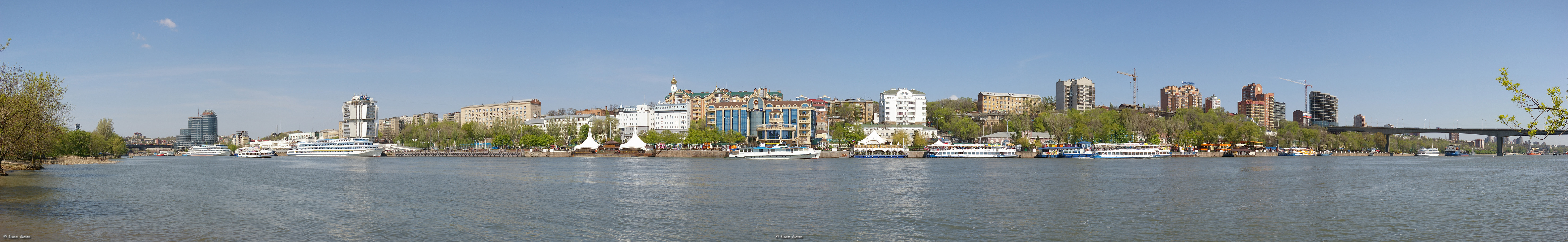
Панорама набережної з Левбердона

- Темерницький міст
- Ворошиловський міст